# Plansichter

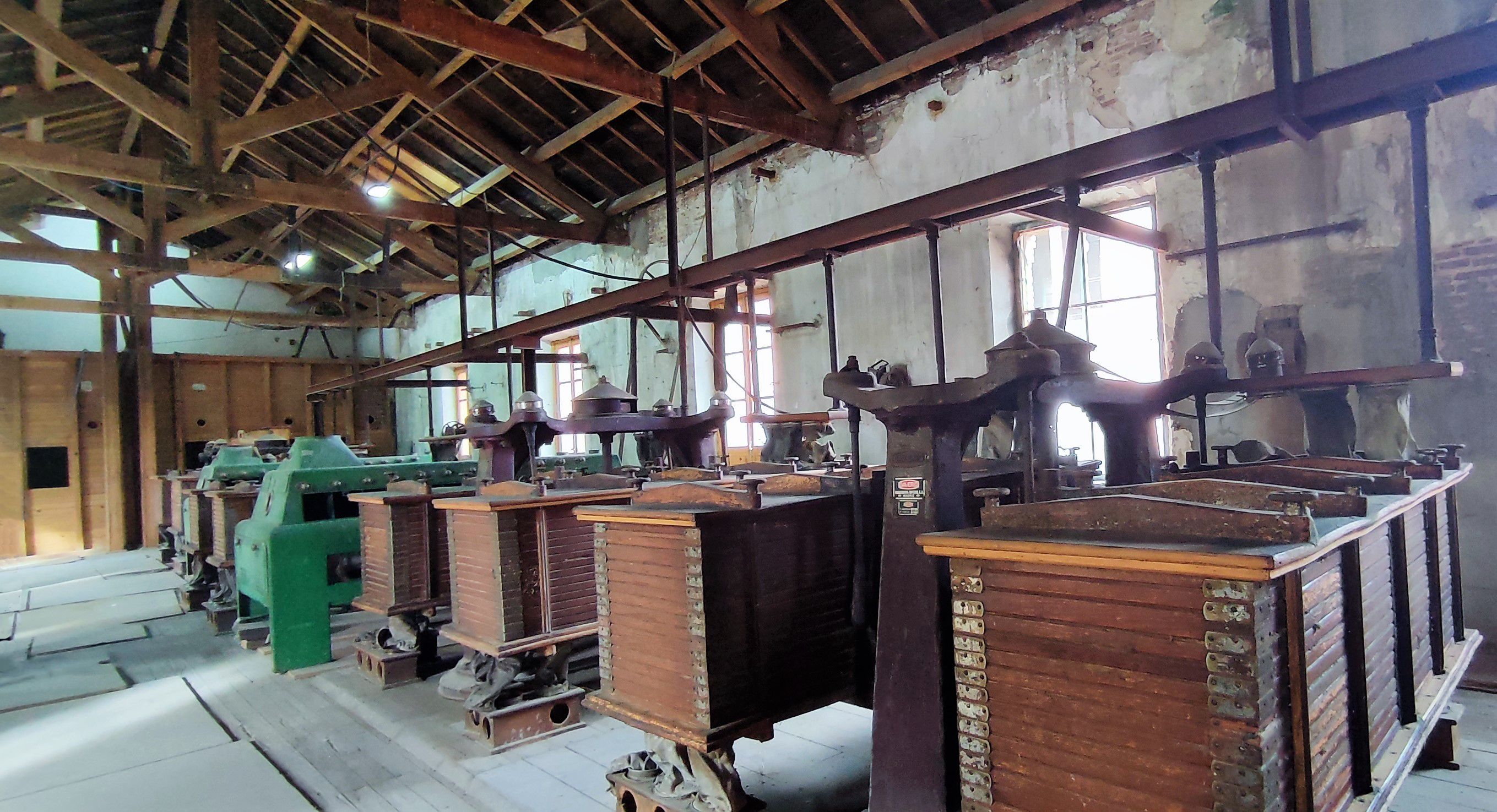
Plansichters dobles (Daverio, Henrici & CIE, 1916).

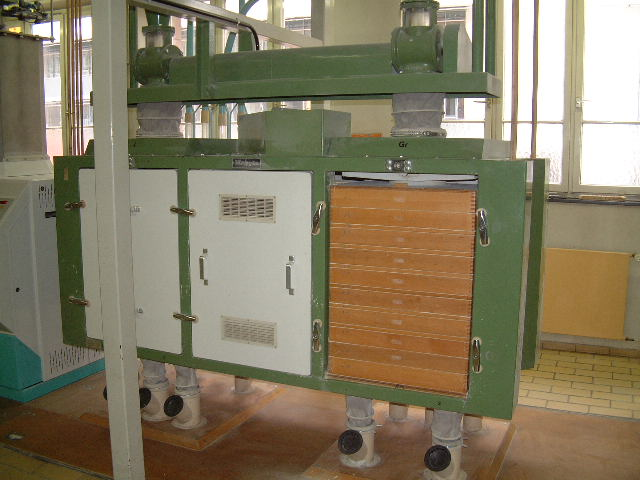

Un Plansichter és una màquina generalment utilitzada en els molins. Permet la separació de les diferents sèmoles i farines. El planchister està compost per diverses caixes (de 2 a 8) compostes de diversos porta-tamisos, cadascun pot rebre un tamís d'una obertura de punt determinat amb la finalitat de poder tamisar els diferents productes de la mescla i així fer la classificació de la sèmola, germen i farina. A Catalunya se'n pot veure un exemplar conservat a l'Eco-Museu Farinera de Castelló d'Empúries. 